# A párbaj (Vízipók-csodapók)
A párbaj a Vízipók-csodapók című rajzfilmsorozat harmadik évadának nyolcadik epizódja. A forgatókönyvet Kertész György írta.

## Cselekmény
Keresztes két orrszarvúbogár párbajára ébred. Fülescsiga a víz alatt hallva ezt szintén párbajozni szeretne. Pedig mint kiderül, a párbaj nem mindig az, aminek elképzeljük...

## Alkotók
- Rendezte: Szabó Szabolcs, Haui József
- Írta: Kertész György
- Dramaturg: Szentistványi Rita
- Zenéjét szerezte: Pethő Zsolt
- Főcímdalszöveg: Bálint Ágnes
- Ének: ?
- Operatőr: Magyar Gyöngyi, Pugner Edit
- Hangmérnök: Bársony Péter
- Hangasszisztens: Zsebényi Béla
- Effekt: Boros József
- Vágó: Czipauer János, Völler Ágnes
- Háttér: N. Csathó Gizella
- Rajzolták: Király László, Kricskovics Zsuzsa, Vágó Sándor
- Kihúzók és kifestők: Miklós Katalin, Rouibi Éva, Szabó Lászlóné
- Asszisztens: Hajdu Mariann, Halasi Éva, Varró Lászlóné
- Színes technika: Szabó László
- Felvételvezető: Gödl Beáta
- Gyártásvezető: Vécsy Veronika
- Produkciós vezető: Mikulás Ferenc

- A laboratóriumi munkák a Magyar Filmlaboratórium Vállalatnál készültek
- Készítette a Magyar Televízió megbízásából a Pannónia Filmstúdió

## Szereplők
- Vízipók: Pathó István
- Keresztespók: Harkányi Endre
- Fülescsiga: Móricz Ildikó
- Rózsaszín vízicsiga: Géczy Dorottya
- Kék vízicsiga: Felföldi Anikó
- Hátonúszó: Velenczey István
- Éles csiga: Deák B. Ferenc
- Orrszarvúbogarak: Csurka László, Farkas Antal